# Mickaël Gamrasni
Mickaël Gamrasni est un auteur et réalisateur français né le 4 juin 1982. 
Il a écrit et réalisé des dizaines de documentaires portant sur l’histoire du XXe siècle, particulièrement pour la série Apocalypse, diffusée sur France 2 et dans plus de 170 pays.

## Biographie
Après des études d’histoire contemporaine à la Sorbonne et à Sciences-Po Paris (master et doctorat), il s’oriente vers l’enseignement, avant d’investir le documentaire de télévision comme conseiller historique, puis scénariste, auteur et réalisateur.
Comme auteur-réalisateur, il a obtenu deux fois le Laurier de l’audiovisuel du « meilleur documentaire », en 2019 pour Apocalypse La Paix impossible et en 2023 pour C’était la guerre d’Algérie.
Son film, Olympiques ! La France des Jeux (100 minutes), diffusé sur France 2, à l’occasion des Jeux Olympiques de Paris 2024, est présenté en sélection officiellelors du 77e Festival de Cannes, projeté en séance spéciale. Pour l'occasion, la flamme olympique a monté les marches du tapis rouge,.

## Filmographie
Sa filmographie aborde, sous la forme de séries, de mini-séries ou d’unitaires, toutes les périodes de l’histoire contemporaine, en particulier les grands conflits du XXe siècle (Première Guerre mondiale, Seconde Guerre mondiale, Guerre froide, Guerre d’Algérie), ainsi que les après-guerres. Ses films s'intéressent plus généralement à la mémoire collective, à la transmission entre les générations et aux résonances historiques.
Dans L’incendie du Reichstag, quand la démocratie brûle (90 minutes), diffusé 80 ans après l’événement sur Arte (2023), l’auteur-réalisateur mène une enquête historique, inédite à la télévision, sur les circonstances à l’origine du basculement de la démocratie allemande dans la dictature d’Hitler. Le film utilise en particulier des centaines d’heures de sonores des témoins, accusateurs et accusés, enregistrés entre septembre et décembre 1933, lors du procès de l’incendie du Reichstag.

### Documentaires
- 1939-1945, Et le monde bascule (4x52’), France 2 (2025) - avec la voix de Chloé Réjon / Diffusé à l’occasion du 80e anniversaire de la fin de la Seconde Guerre mondiale.
- Olympiques ! La France des Jeux (100’), France 2 (2024) - avec la voix de Marion Cotillard / Sélection officielle du Festival de Cannes 2024, en compétition et en séance spéciale.
- Atatürk, Le prophète de la Turquie moderne (52’), France 5 (2023) / History Film Festival, prix du meilleur documentaire au Anatolian Film awards (AFA)
- L'incendie du Reichstag, quand la démocratie brûle (90’)[12], Arte, RTBF, Toute L’Histoire (2023)  / Festivals de Luchon, du Figra, de Saragosse et Rendez-vous de l’Histoire de Blois 2023.
- La France de l'après-guerre (2x52’), France 3, Toute l’Histoire (2023) - avec la voix de Denis Podalydès[13].
- C'était la guerre d'Algérie (5x52’), France 2, LCP (2022) - avec la voix de Benoît Magimel / Laurier de l’audiovisuel 2023 du « meilleur documentaire ».
- La guerre froide, la croisade de Truman (52’), Arte, RTBF, LCP (2022)
- La dénazification, mission impossible (52’), Arte, RTBF, LCP (2021)
- Apocalypse, Hitler attaque à l'ouest (2x52’), France 2, RTBF, National Geographic (2020) - avec la voix de Mathieu Kassovitz.
- Apocalypse, La Guerre des mondes (6x52’), France 2, RTBF, National Geographic (2019) - avec la voix de Mathieu Kassovitz.
- Apocalypse, La Paix impossible (90’), France 2, RTBF, Radio-Canada, National Geographic (170 pays) (2018) - avec la voix de Mathieu Kassovitz / Laurier de l’audiovisuel 2019 du « meilleur documentaire »
- Apocalypse, Verdun (90’), France 2, RTBF, National Geographic (170 pays) (2016) - avec la voix de Mathieu Kassovitz.
- Apocalypse, Staline (3x52'), France 2, RTBF, National Geographic (170 pays) (2015) - avec la voix de Mathieu Kassovitz.
- Chirurgien dans la guerre d'Algérie (90’), Planète + (2012)

## Publications
- La guerre d’Algérie au prisme de la guerre froide, Collectif, Riveneuve, 2022, 130 p.
- De Gaulle et l'Algérie, 1943-1969, Collectif (dir. M. Vaïsse), Armand Colin, 2012, 360 p.
- La Blessure, la tragédie des Harkis, avec I. Clarke et D. Costelle, Acropole, 2010, 252 p.